# Pyzdry (gmina)
Pyzdry est une gmina mixte du powiat de Września, Grande-Pologne, dans le centre-ouest de la Pologne. Son siège est la ville de Pyzdry, qui se situe environ 20 km au sud de Września et 59 km au sud-est de la capitale régionale Poznań.
La gmina couvre une superficie de 137,9 km2 pour une population de 7 217 habitants en 2006.

## Géographie

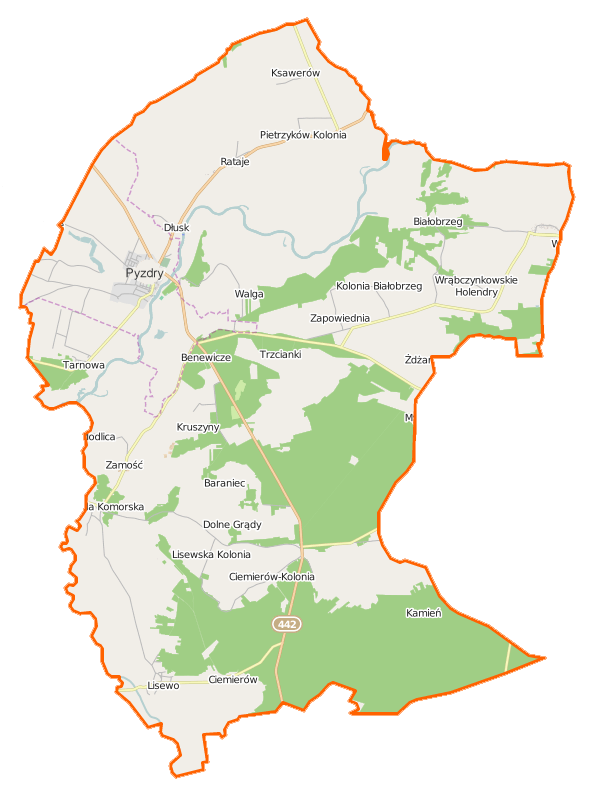
Plan de la gmina.

Outre la ville de Pyzdry, la gmina inclut les villages et les localités de :
- Białobrzeg
- Ciemierów
- Ciemierów-Kolonia
- Dłusk
- Dolne Grądy
- Górne Grądy
- Krzuszyny
- Ksawerów
- Lisewo
- Pietrzyków
- Pietrzyków-Kolonia
- Rataje
- Ruda Komorska
- Tarnowa
- Trzcianki
- Walga
- Wrąbczynek
- Wrąbczynkowskie Holendry
- Zamość
- Zapowiednia

### Gminy voisines
La gmina de Pyzdry est bordée des gminy de :
- Gizałki
- Kołaczkowo
- Lądek
- Zagórów
- Żerków

## Structure du terrain
D'après les données de 2002 la superficie de la commune de Pyzdry est de 137,9 km2, répartis comme tel :
- terres agricoles : 62 %
- forêts : 30 %

La commune représente 19,58 % de la superficie du powiat.

## Démographie
Données du 30 juin 2004 :
| Description        | Total  | Total | Femmes | Femmes | Hommes | Hommes |
| ------------------ | ------ | ----- | ------ | ------ | ------ | ------ |
| Unité              | Nombre | %     | Nombre | %      | Nombre | %      |
| population         | 7 182  | 100   | 3 691  | 51,4   | 3 491  | 48,6   |
| Densité (hab./km²) | 52,1   | 52,1  | 26,8   | 26,8   | 25,3   | 25,3   |